# Аорист
Аорист (од грч. , транслит.  — „неодређен, неограничен”) или прошло свршено време је прост и личан глаголски облик који осликава радњу која се десила у прошлости, и то:
1. радњу која се десила након неке друге радње у прошлости
2. радњу која се десила „скоро“, тј. недуго пре тренутка говора.[1]

## Грађење
Аорист се најчешће гради од свршених глагола. Примери:
- урадих
- сретох
- падох

Код правилних глагола са инфинитивним наставком -ти, аорист се гради тако што се на инфинитивну основу додају наставци за облик и лица:
| Лице | Једнина     | Множина         |
| ---- | ----------- | --------------- |
| 1.   | -х (урадих) | -смо (урадисмо) |
| 2.   | -ø (уради)  | -сте (урадисте) |
| 3.   | -ø (уради)  | -ше (урадише)   |

Код глагола са инфинитивним наставком -сти или -ћи, на инфинитивну-аористну основу додају се следећи наставци:
| Лице | Једнина              | Множина                    |
| ---- | -------------------- | -------------------------- |
| 1.   | -ох (падох, испекох) | -осмо (падосмо, испекосмо) |
| 2.   | -е (паде, испече)    | -осте (падосте, испекосте) |
| 3.   | -е (паде, испече)    | -оше (падоше, испекоше)    |

У 2 и 3. лицу једнине долази до палатализације крајњег сугласника инфинитивне основе испред самогласника е (испеке > испече).

## Употреба
У српском језику аорист се употребљава у индикативу, релативу и модусу.

### Индикативна употреба
Индикативно употребљен аорист означава радњу која се извршила у времену говорења (или непосредно пре времена говорења) или се вршила све до једног тренутка у времену говорења.

### Релативна употреба
Релативно употребљен аорист означава радњу која се вршила или извршила у неком прошлости, која је изван времена у ком се о њој говори.

### Модална употреба
Модалним аористом означава се став говорника према неоствареној/неизвршеној радњи, стању или збивању. Може означавати став уверености да ће се радња вршити (нпр. Отвори прозор, угуших се!), намеру да се радња изврши (нпр. Одох ја у школу) и став услова (архаично, Ако пођох, нагледах се јада, ак'не пођох, нећу видјет драге)

### Употреба аориста у народним говорима наспрам употребе у службеном и писаном језику
У епским народним песмама које је прикупио Вук Караџић учешће аориста износи 62.9%, док је учешће перфекта од 31.96%. Слично томе, усмено приповедање о Првом српском устанку Карађорђевог саборца Петра Јокића из Тополе (које је дословно записао Милан Ђ. Милићевић 1852. године) садржи 33.23% аориста, само 19.59% перфекта, док на историјски презент отпада чак 45.53%. Наредна слика даје преглед употребе аориста у појединим народним говорима, на основу научних радова истраживања дијалеката (која се обично спроводе у сеоским срединама, и међу старијим говорницима), рађених углавном после 1945. године. Као што се може видети, запажено је да је аорист у највећем делу Србије (осим Војводине) и у Црној Гори врло често глаголско време у народном говору. У некима од њих је назначен и као најчешће прошло глаголско време (поједини говори југоисточне Србије и Црне Горе).
О високој учестаности аориста у говору становништва Србије пре Другог светског рата сведоче и надгробни споменици. На следећем графикону се могу видети учешћа прошлих глаголских времена на надгробним споменицима подигнутим од 1901. до 1942. године, на појединим гробљима у Србији. Као што видимо, аорист је у сеоским срединама чешћи него у градским. Исто тако се на примеру београдског Новог гробља види да је аорист био чешћи међу сиромашнијим, односно мање образованим грађанима, него међу имућнијим, односно образованијим. То се запажа и у данашње време.
Насупрот употреби падежа, употреба прошлих глаголских времена, па самим тим и аориста, је у стандардном српском језику необавезна. Отуда, услед изражене диглосије, имамо редовну појаву да се у судству, полицији, новинарству, осталим медијима и тако даље, приликом записивања усмених изјава и исказа грађана из њих избацују аорист, остала прошла времена и историјски презент и замењују перфектом. Тако је на суђењу генералу Дражи Михајловићу 1946. године прочитано 17 записаних изјава грађана који суђењу нису присуствовали, у којим су сва остала глаголска времена замењена перфектом. С обзиром да су свих 17 изјава записане у првом лицу, и да се ради о становницима села, учешће перфекта у њиховим изјавама од 100% је немогуће. То се види по изјавама сељака-сведока који су усмено сведочили на истом суђењу, где је учешће и аориста и историјског презента значајно. Од завршетка Другог светског рата аорист (заједно с још неким глаголским временима) готово у потпуности нестаје из историјских књига, што се може видети на следећем графикону. Аорист ипак опстаје у књижевности и донекле у књигама мемоарске садржине, чији је језик ближи народном него службеном језику.